# Chelydridae
Chelydridae este o familie de broaște țestoase.